# 尼尔考拉斯
尼尔考拉斯，是匈牙利索博尔奇-索特马尔-贝拉格州所辖的一个村。总面积41.43平方公里，总人口2333，人口密度56.3人/平方公里（2011年1月1日）。